# Kerényi Miklós György
Kerényi Miklós György (Budapest, Józsefváros, 1913. február 7. – Budapest, 1988. augusztus 15.) operaénekes, énektanár. Felesége Kéry Margit (1921–2001) énekművész, énektanár. Kerényi Miklós Gábor (1950–) rendező édesapja.

## Élete
Kerényi Ede (1879–1956) serfőzdei tisztviselő és Eisler Alice fia. Középiskolai tanulmányait szülővárosában végezte. Ezt követően Berlinbe ment, ahol Isa Alden növendéke volt, majd a milánói konzervatóriumban Aureliano Pertilénél tanult. Hazatérése után Szamosi Lajosnál folytatta énektanulmányait. 1931-től a háború végéig rendszeresen fellépett hangversenyeken, s repertoárja felölelte az opera- és operettirodalom szinte teljes skáláját. Gyakran volt hallható a Rádióban. A második világháború után a Munkás Kultúrszövetség Énekiskolájában vezető tanárként dolgozott 1949-ig, amikor is az Állami Zenekonzervatórium (későbbi nevén Bartók Béla Zeneművészeti Szakközépiskola) tanszékvezető énektanára lett. 1955 és 1969 között a Liszt Ferenc Zeneművészeti Főiskola Zenetudományi Intézetében az ének módszertant oktatta és gyakorlatvezető tanár volt. 1946 és 1979 között országos ének-szakfelügyelőként is működött.

## Munkahelyei
- 1931–1945: opera-, hangverseny-, rádióénekes
- 1945–1949: Munkás Kultúrszövetség Énekiskola - vezető tanár
- 1949–1988: Állami Zenekonzervatórium (= Bartók Béla Zeneművészeti Szakközépiskola) Budapest tanszékvezető tanár
- 1949–1955: Pedagógiai Főiskola, Budapest - énektanár
- 1955–1969: Liszt Ferenc Zeneművészeti Főiskola Zenetudományi Intézet - ének-zene módszertan és gyakorlatvezető tanár
- 1946–1979: országos ének-szakfelügyelő

A Magyar Zeneművészek Szövetségének tagja, Országos Zenepedagógiai szakosztály tagozatvezető, választmányi elvi bizottsági, didaktikai bizottsági tag, Országos Tantervi reformbizottság tagja, csoportvezető, stb.

## Könyvek, tanulmányok
- A magyar énektanítás útja (1948)
- A kóruséneklés alapjai (1949)
- Hangképzés elmélet és gyakorlat (1950, 1951, 1952, 1954, 1959)
- Az éneklés művészete és pedagógiája (1959, 1966, 1985 posztumusz kiadás: 1998)
- Százszínű csokor - idegen népdalok gyűjteménye (Kerényiné Kéri Margittal közösen) (1966)
- Énekiskola I.-II.-III. kötet (Kerényiné Kéri Margittal közösen) (1967)
- Társasének (Kerényiné Kéri Margittal közösen) (1985)
- Dalszövegek, műfordítások bel- és külföldi tudományos folyóiratokban.

## Díjai, elismerései
- Az Oktatásügy Kiváló Dolgozója (1965)
- Felszabadulási Jubileumi Emlékérem (1970)
- Munka Érdemrend ezüst fokozata (1973)
- Szocialista Kultúráért (1977)
- Kiváló Munkáért (1983)[7]